# ジャック＝ルイ・ダヴィッド

『サン＝ベルナール峠を越えるボナパルト』（1801年、マルメゾン城所蔵）
----
左下にボナパルトのほか、ハンニバル、カール大帝の名がある。いずれもアルプス越えの戦将。この他にも4枚、同じ題の絵がある。

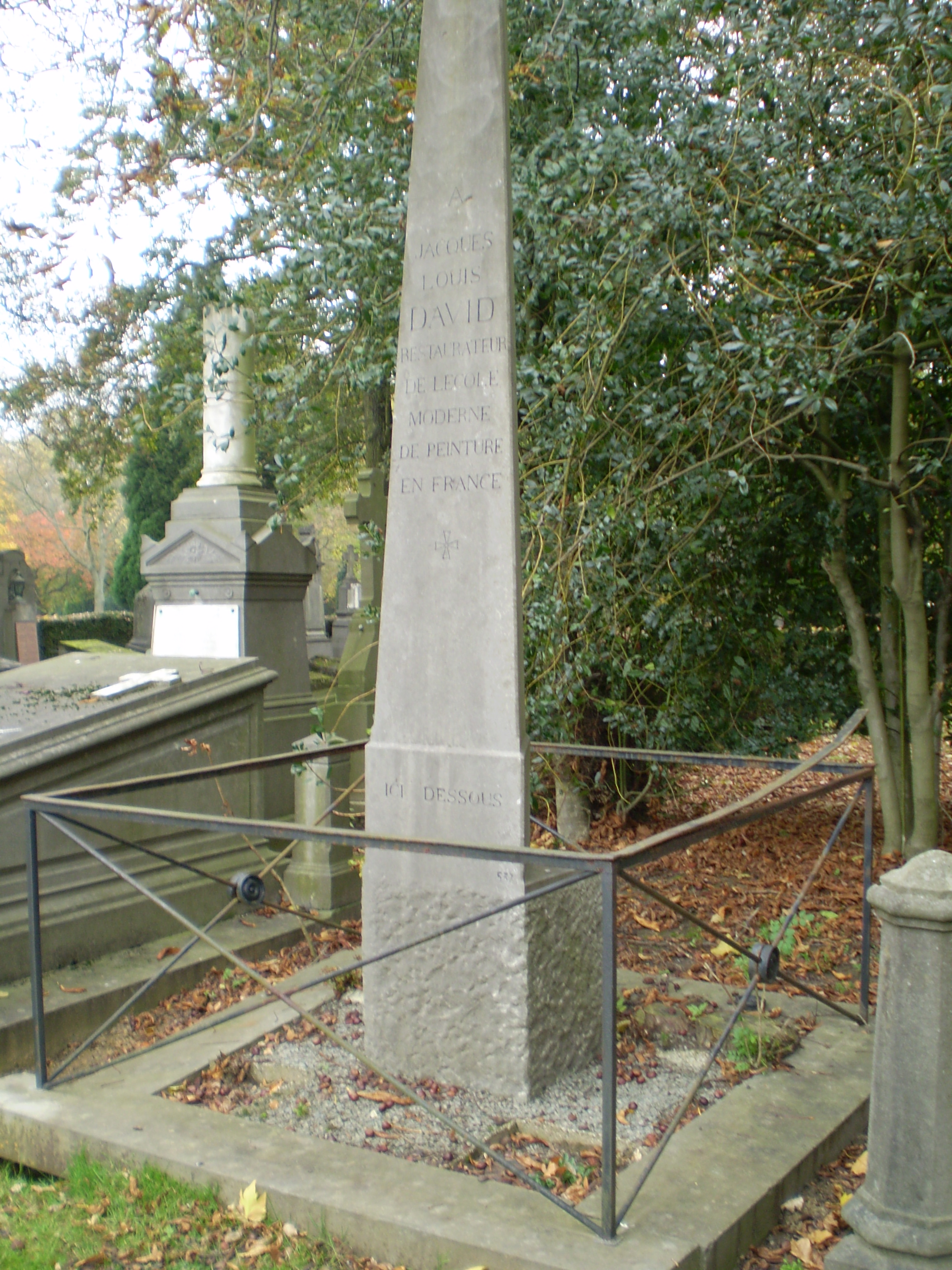
ブリュッセルにあるダヴィッドの墓

ジャック＝ルイ・ダヴィッド（フランス語: Jacques-Louis David、1748年8月30日 - 1825年12月29日）は、フランスの新古典主義の画家。18世紀後半から19世紀前半にかけて、フランス史の激動期に活躍した、新古典主義を代表する画家のひとり。

## 生い立ち
1748年8月30日、フランスのパリに鉄商人の子として生まれる。生後すぐ市内の修道院へ養育に出され、1757年、9歳のときに父親が決闘で殺害されたと言われている。その後ダヴィッドは建築家の叔父フランソワ・ビュロンによって育てられた。母親は彼を兄弟に預け、ノルマンディに隠棲している。
ビュロンはダヴィッドを自分と同じ建築家にしようと考えコレ―ジュ・デ・カトル＝ナシオン（現在のフランス学士院）に入学させたがダヴィッド本人は画家になりたがっていた。結局彼が15歳または16歳の頃、ロココ絵画の大家でダヴィッドの母の従兄弟でもあるフランソワ・ブーシェのもとへ送る。しかし当時50歳代だったブーシェは弟子をとっておらず、知人のジョゼフ＝マリー・ヴィアン（1716年 - 1809年）という画家を紹介し、ダヴィッドは師事する。
左頬に傷を負ったのもこの頃になる。これが元で容貌が変わっただけでなく発話が不自由になり、激情型の性格に変わっていった。

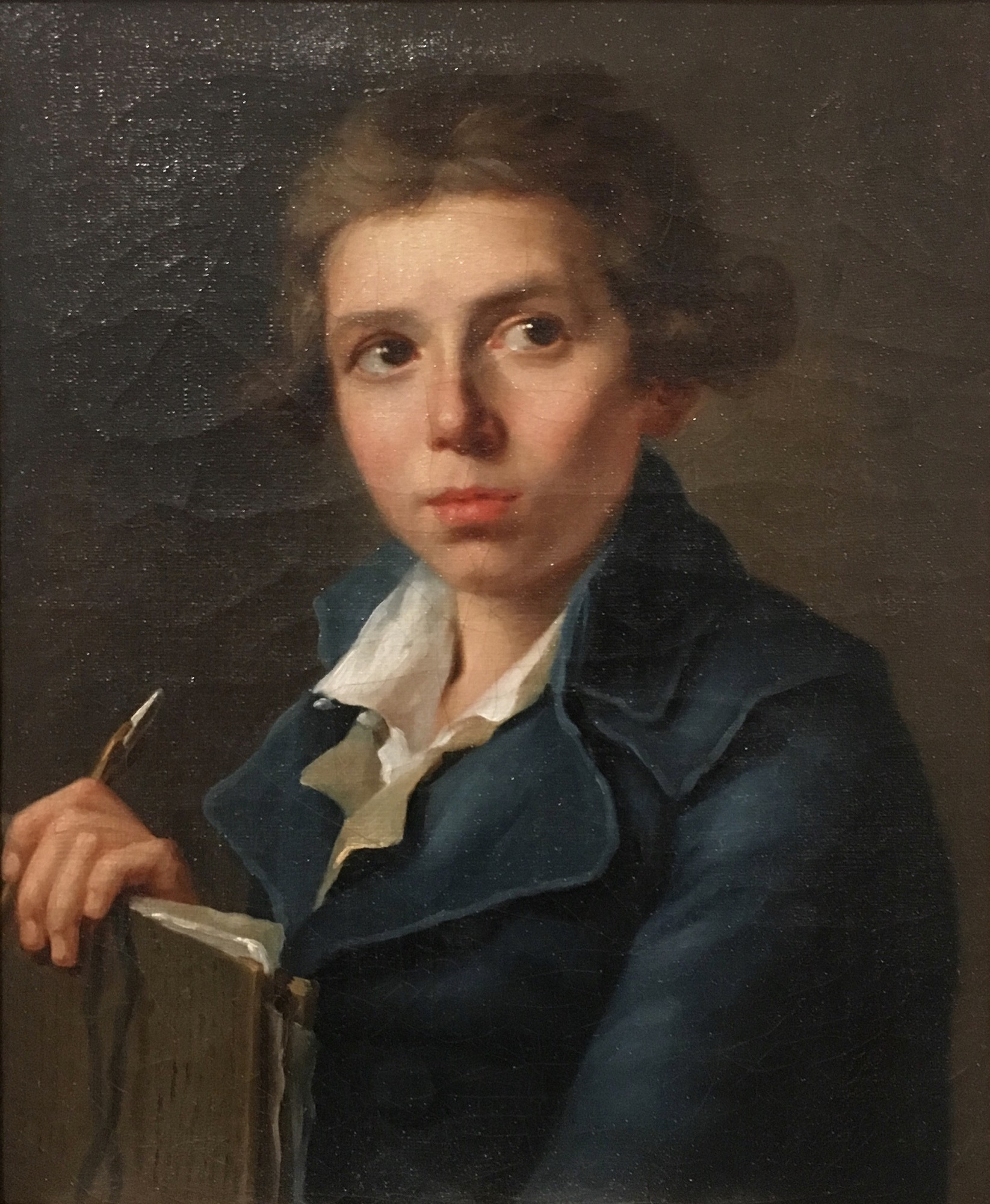
師ジョゼフ＝マリー・ヴィアンが描いた若い頃のダヴィッド（1765）

## 革命前
長い修業期間を経て、ダヴィッドは1774年《アンティオコスとストラトニケ》で、当時の若手画家の登竜門であったローマ賞を得る。彼は喜びのあまり失神したという。この頃、ローマ賞を獲得してローマに留学することは王立絵画彫刻アカデミーの学校に所属する芸術家の最終目標であった。これはヴィアンに入門してから約10年後、26歳頃のことで、当時としては30歳頃が普通であり、少し早いデビューになる。しかしダヴィッドにとって3年連続で落選したことは衝撃であり、1772年の落選後には飲食を断って自殺を試みている。同年にはハンガーストライキをおこない、この抗議は教師がもう一度絵を描くようにと励ますまで2日半続いた。
ローマ賞受賞者は国費でイタリア留学ができる制度になっており、ダヴィッドも受賞の翌翌1775年よりイタリアへ留学する。同年、師のヴィアンはローマのフランス・アカデミーの院長としてローマへ赴任したため、師弟揃ってのローマ行きとなった。留学前、ダヴィッドは「古代は自分の心をとらえないだろう。古代には生気がないし、動きも欠けている」と言った。パリの王立絵画彫刻アカデミーと連携してアカデミー・ド・フランスを歴史画復興の場にしようとしていた師の元で、ダヴィットは素描を数百点描いている。留学も終わりに近くなった頃には彼は考えを改めており、ポンペイとヘルクラネウムの遺跡を見た経験を後年、「私は突然、これまでのような誤った原則のもとでは描き方を良くすることはできないと悟った。自分が美であり真実だと思っていたすべてに別れを告げなくてはならないと気づいた」と語っている。
ダヴィッドは1780年までの約5年間、イタリアでプッサン、カラヴァッジョ、そしてカラッチなどの17世紀の巨匠の作品の研究に没頭する。こうしたイタリアでの研究を機に彼の作風は、18世紀のフランス画壇を風靡したロココ色の強いものから、新古典主義的な硬質の画風へと変わっていく。1781年、《施しを乞うベリサリウス》により、王立絵画彫刻アカデミーの準会員をして認められ出品資格を得る。そして1783年に出品された《ヘクトルの死を悼むアンドロマケ》によって、晴れて王立アカデミーの正会員となった。この時期に建築業者シャルル＝ピエール・ぺクールの娘と結婚。ルーヴル宮殿内に住居とアトリエを構え、弟子も取り始める。ルイ16世注文の《ホラティウス兄弟の誓い》（1784年）は王室から注文を受けて制作された最初の作品だが、サロンに出品された際に同時代の画家が「ダヴィッドこそ今年のサロンの真の勝利者である」と述べたほど大きな評判を集め、ダヴィッドの代表作の一つとなった。しかしパリのサロンで発表するべきこの作品をローマで発表し、アカデミーの不興を買う。本作は規定より寸法が大きくこの時点で王立絵画彫刻アカデミーへの不服従を表明されていた。だがローマで好評を得たためダヴィットが公に批評されることはなく、パリのサロンでも無事出品される。
とはいえアカデミー側からの反発も大きく、1786年のローマ賞は候補がダヴィットの弟子ばかりであったため取りやめになり、1788年に天然痘で亡くなったダヴィッドの愛弟子ジャン＝ジェルマン・ドルーエを死後アカデミー会員として認定するという友人たちの希望は取り下げられ、その作品は1789年のサロンにも出品することができなかった。また、ローマのアカデミー・ド・フランス院長への就任も拒否されている。
1786年頃には《ソクラテスの死》の注文者トリュデーヌ兄弟や文筆家ジャンリス夫人のサロンを通じて、アンドレ・シェニエ、ジャン＝シルヴァン・バイイ、アントワーヌ・バルナーヴ、ニコラ・ド・コンドルセなどと交流を持った。

## 革命派の画家
1789年、フランス革命が勃発するが、この頃のダヴィッドは、ジャコバン党員として政治にも関与していた。1790年9月に依頼を受け《球戯場の誓い》を描いている他バスティーユ牢獄襲撃事件にも加わっており、1891年8月には国民議会に提出するため王立絵画彫刻アカデミーの特権廃止要求の覚書を起草、1792年には国民議会議員にもなっている。
1793年には革命家マラーの死を描いた《マラーの死》を制作。この絵は国民公会でマラーの追悼演説が行われた際、市民ギローが「絵筆を取りたまえ。君が描くべきもう一枚の絵がある」と言いダヴィットは「よし、引き受けよう」と答え制作が決まった。当時、《マラーの死》はルイ＝ミシェル・ルペルティエ・ド・サン＝ファルジョーの絵と対になるよう作られていたが、後にルペルティエの子孫が王党派だったため破壊されており、現在では弟子のアナトール・ドヴォージュの模写素描が残っている。
1794年にはロベスピエールに協力し、最高存在の祭典など多数の式典の演出を担当、一時期国民公会議長もつとめた。1793年までに、芸術委員会のメンバーとして、ロベスピエールを通じて多くの権力を獲得したダヴィッドは事実上フランスの芸術の独裁者となり、また王立アカデミーを即座に廃止したことで「筆のロベスピエール」とも呼ばれた。彼の主導によりパリ・サロン展は開かれたものとなる。1787年のサロンで出展が認められたのは63名であったが、1793年では318名による883作品が展示された。ルイ16世の処刑にも賛成票を投じ、妻は過激さについてゆけず離婚している。
テルミドール9日のクーデターの前日、追いつめられたロベスピエールが「もう毒を飲むしかない」と呟いた時、「それなら自分も一緒に飲もう」と言う。これが反対派の耳に入り、ダヴィッドが失脚する直接の原因となった。ちなみにクーデター当日、急病と称して国民公会を欠席している。クーデターの後逮捕されたダヴィッドは、「私の心は純粋だ、私の頭が間違っていただけだ」と訴えた。
そして1794年8月から9月にかけてパリ市内のオテル・デ・フェルムで最初の幽閉生活を送る。9月からはリュクサンブール宮殿に移され、ここでは家族との面会もままならなかったが、離婚していた妻が宮殿の番人にかけあい11月には面会が可能になった。同じ頃には弟子たちが国民公会宛に釈放嘆願書を提出しており、同年12月にダヴィッドは釈放される。しかし1795年5月に再度捕らえられ、パリ市内の建物に幽閉される。この時は国民公会の解散にともなう恩赦によって釈放された。この時、自画像（未完成）と唯一の風景画を残している。
1796年11月、離婚していた妻のマグリット・シャルロットと再婚した。1795年の恩赦の後、ダヴィッドは革命と政治にそそいでいたエネルギーを若い画家へ教えることに切り替え、何百人もの若手画家の指導に専念する。

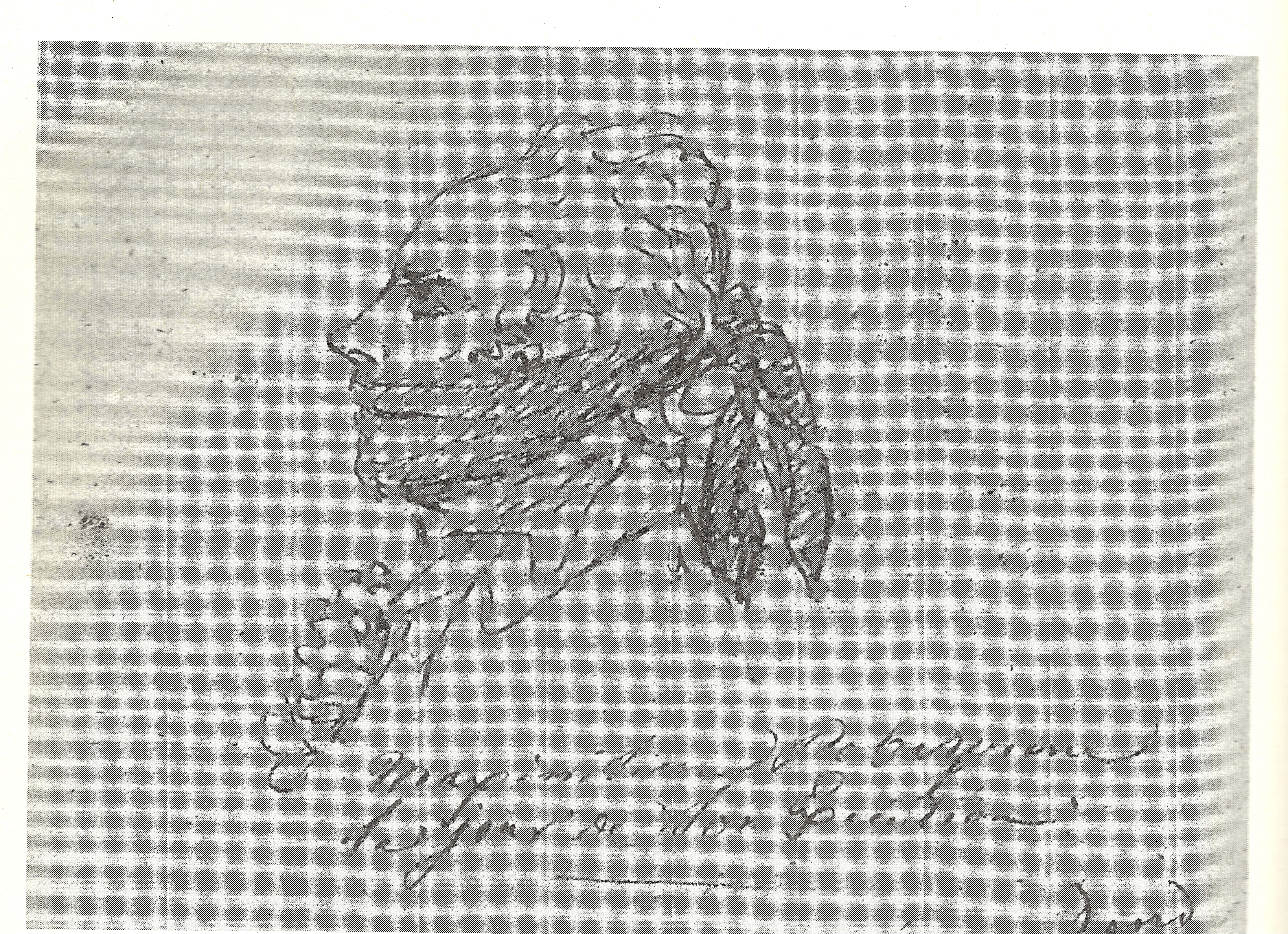
ダヴィッドがスケッチした処刑場に向かうロベスピエール（1794）

## ナポレオンの時代
1797年、ダヴィッドは遠征の成功を祝うパリでの晩餐会で革命の申し子・ナポレオン・ボナパルトと出会う。この時スケッチしているが肖像画を完成させるには至らなかった。ナポレオンは戦績を記録されるためダヴィッドをイタリアに誘ったが、当時49歳になっていたダヴィッドは高齢を理由に断っている。当時ダヴィッドは王党派の白色テロにより命の危機に晒されていた。ナポレオンがダヴィッドを誘ったのは、彼をテロから守る意図もあった。
1799年の軍事クーデターのあと第一執政に就任したナポレオンは、ダヴィッドにフランスの勝利を記念する絵を複数枚描くように依頼する。ダヴィッドはブリュメール18日のクーデターについて聞いた時、「そうか、私はいつも自分たちが共和主義者でいることができるほど徳をそなえていないと思っていたものだが……少なくとも私は画布の上で私の祖国愛を示すことにしよう」と語ったという。一方で建築家ルグランやモワットらと共にアンヴァリットの拡張計画案作成に参加する。同じ頃、パリの都市計画にも関与した。執政官の制服のデザインも命じられたが、提出した案が豪奢すぎるとしてこれは却下された。
同年《サビニの女たち》が完成し、この絵は入場料を取って展示された。この頃からダヴィッドの金銭面での自己主張は大変強い者となり、彼はますます多くの敵を作ることとなる。
また1800年にはレカミエ夫人による依頼で肖像画を依頼され、《レカミエ夫人の肖像》を制作したが未知の理由で未完成のままに終わった。ダヴィッドの仕事が遅すぎると思ったレカミエが、1802年に代わりに同様の肖像画を描くようにと彼の生徒の一人フランソワ・ジェラールに依頼したため仕上げる機会を失ったともいわれている。
1801年《サン＝ベルナール峠を越えるボナパルト》が描かれる。基本的にモデルなしで描くことをしなかったダヴィッドはナポレオンにポーズを依頼したものの、「偉人たちの肖像が似ているかどうか気にする者などいないから、ただ偉人の精神がそこに息づいていればよいのだ」と言ってポーズを拒否した。この肖像画は全体のコンセプトとしては観念的なものに仕上がった。
その後、ナポレオンの庇護を受けて、1804年にはナポレオンの首席画家に任命されている。その2ヶ月後にはナポレオンの即位に関わる諸儀式を表す作品の構想を練り始め、4点の作品に関する計画を提出。縦6.1メートル、横9.3メートルの大作《ナポレオン一世の戴冠式と皇妃ジョゼフィーヌの戴冠》は4点の内のひとつであり、1806年から1807年に描かれたものである。この作品においてジョセフィーヌが41歳という年齢より若く描かれているが、これに関して「へつらっている」という批評を受けたダヴィッドが「彼女ところに行ってそう言ってくればよい」と答えたエピソードが残っている。画家のアトリエでこの絵を見たナポレオンは「なんという本当らしさだ！　これは絵ではない。画面の中に歩いて入れるようだ」と言い、ひとりひとりの人物を見分けて楽しんだ。しかし計画されていた4点の内、完成したのは2点のみであった。　
1808年には「帝国における騎士ダヴィッド」(Chevalier David et de l'Empire)の爵位を与えられた。
1810年、ブリュメール18日のクーデターを記念して1800年から10年間の科学・文学・芸術の各分野の優れた仕事に与えられる『十年賞』のコンクールが開催される。この時、《ナポレオン一世の戴冠式と皇妃ジョゼフィーヌの戴冠》も挙がっていたが、歴史画部門で1位に輝いたのは弟子ジロテの《大洪水》だった。ダヴィッドはジロデの作品を見て「自分には絵画というものがわからなくなった」と述べた。自分とともに絵画におけるひとつの時代が終わりつつあることを自覚したダヴィッドは、自分やジロデの作品が飾られたルーヴルを娘と歩きながら「10年の内に、古代の神々や英雄たちは、意中の婦人の窓辺や塔の下で歌う吟遊詩人や騎士たちに取って変わられてしまうだろう」と語ったという。
1814年のナポレオンがエルバ島に送られた後、ダヴィッドは画家としての高名から追及を免れ、絵を描きながら弟子たちを教育する日々を送る。同年のサロン出品は許されなかったが、弟子たちの絵がサロンを飾っていたため面目も保たれていた。ところが1815年ナポレオンがパリ入城を果たしダヴィッドを再び首席画家に任命する。この時ダヴィッドは《テルモピュライのレオニダス》を描いていた。かつてナポレオンはこの作品を見て「敗軍の将を描いてもしかたがない」と言ったが、この時は「たいへんよろしい（……）この絵の模写が各地の兵学校に飾られて、若い生徒たちに祖国の徳を思いおこさせるようにしよう」と語り、ダヴィッドにレジオンドヌール勲章のコマンドゥール章を与えた。
しかしナポレオンは「百日天下」で幕を閉じてしまう。同年7月にはルイ18世 が王位につき復古王政が成立、白色テロが吹き荒れた。ダヴィッドは《ナポレオン一世の戴冠式と皇妃ジョゼフィーヌの戴冠》と《鷲の軍旗の授与》を裁断して地方に送り、従僕ひとりとパリを発つとフランス南東部とスイスを転々とする。だが、王が出した軍事法廷で裁かれるべき人々のリストに名前がなかったため8月末にはパリに戻った。
だが1816年1月、ナポレオンがエルバ島から帰還した際に採択された帝国憲法付加法支持の署名を行った者の国外追放が決定される。ダヴィッドは最初、ローマへの亡命を希望したが許可されず、最終的にベルギーのブリュッセルが選ばれた。アトリエの管理を弟子のグロに託し、1816年1月27日ブリュッセルに到着。少し遅れて妻も無事に合流した。

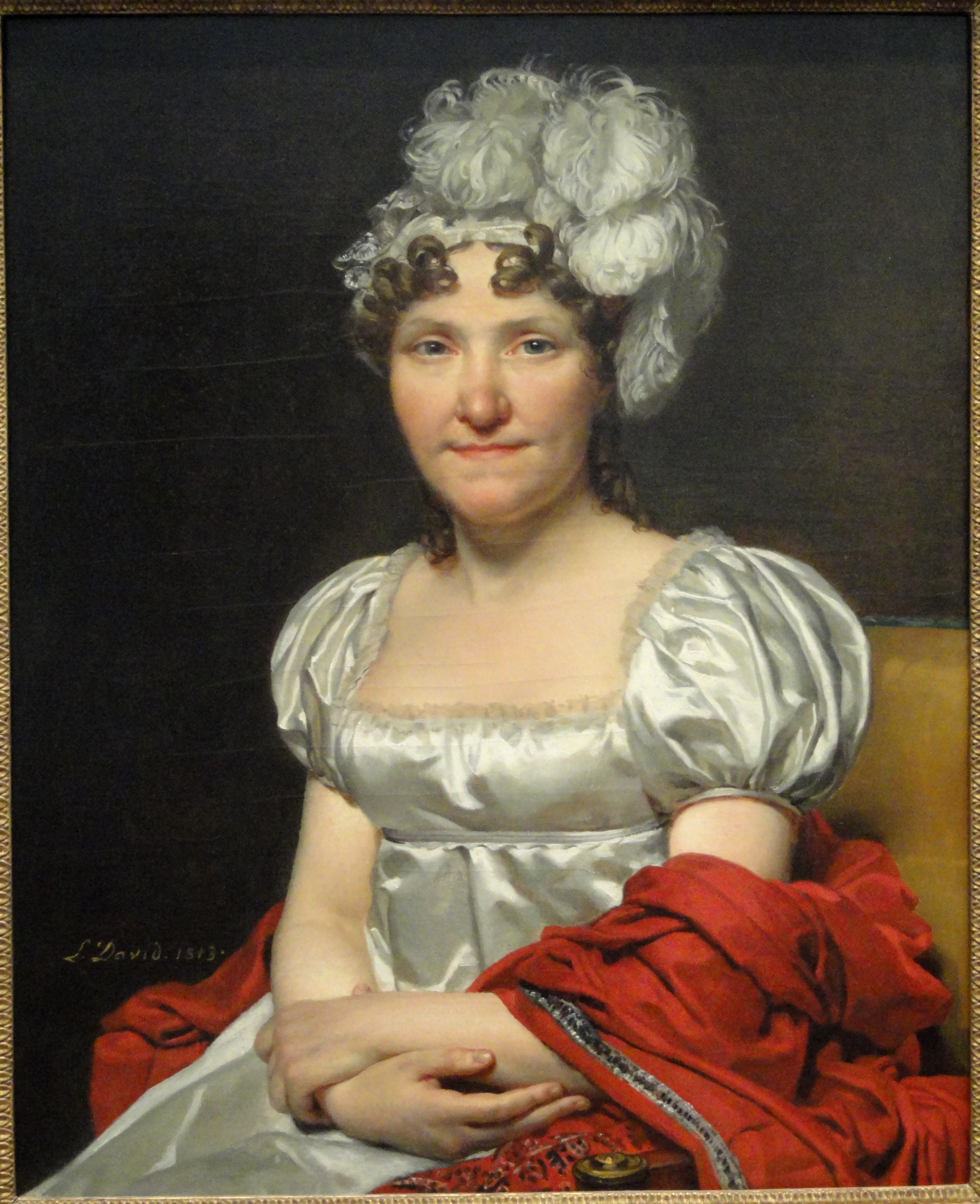
ダヴィッドが描いた妻マグリット・シャルロット（1813年）

## 晩年

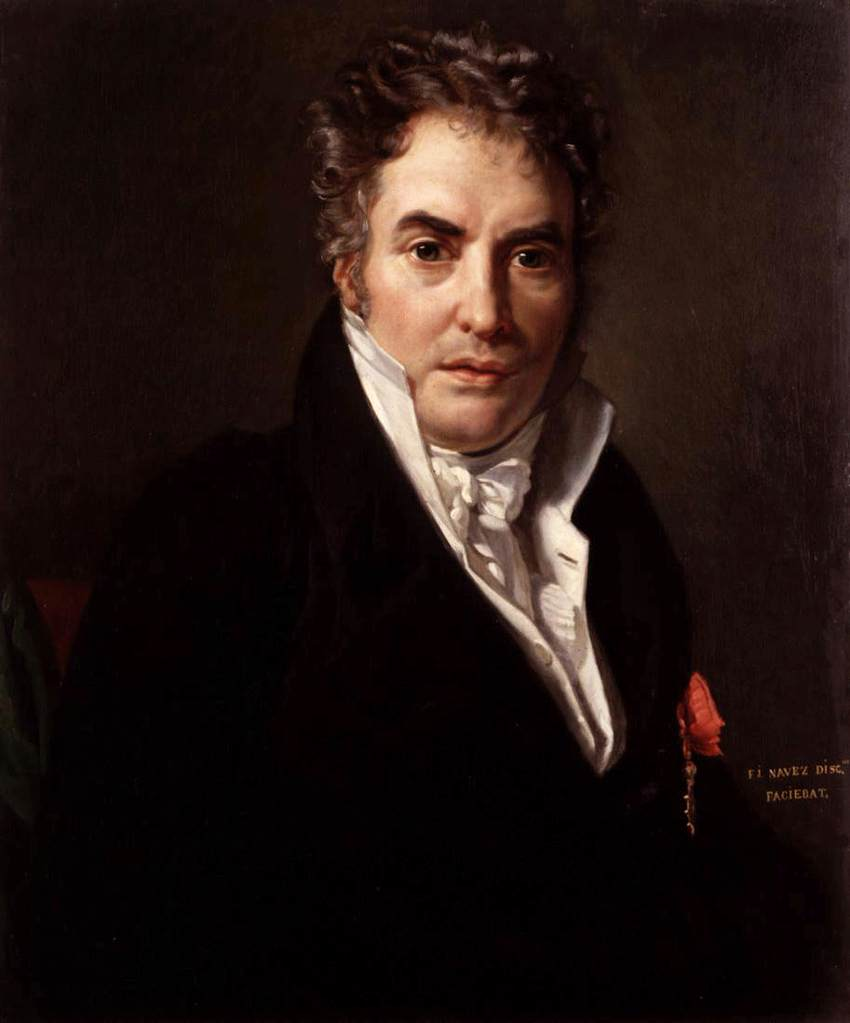
弟子フランソワ＝ジョセフ・ナヴェスが描いた晩年のダヴィッド（1817）

ブリュッセルでは恵まれた亡命生活を送った。ベルギーやオランダからいくつものアカデミー会員として迎えられた。プロイセンのフリードリヒ＝ヴィルヘム三世に美術大臣の地位を提案されたがベルギーが気に入ったダヴィッドはそれを断り、かわりにネーデルランド連合王国の同様な地位を望んだがそれは実現しなかった。この国ではフランス革命に深く関わった人間のブラック・リストがあり、ダヴィッドはそこに名前が載っていたのが理由であった。
この時期、弟子以外にもシエイエスなど革命時代の仲間もダヴィットの元を訪れているが、フランスの話になると彼は沈み込んだという。ルイ18世は《サビニの女》と《テルモピュライのレオニダス》を購入しており、ダヴィッドが願えば彼を呼び戻す準備はあったと言われている。弟子のグロも師をパリに呼び戻すため努力したがダヴィッド本人が戻るのを嫌がった。彼がグロへ宛てた手紙に「二度と私に帰国するように言わないでほしい。私にはもう何の義務もない。私は祖国のためにするべきことは全部やった。優れた画派を築き、ヨーロッパ中が学びに来る古典主題の絵を多く描いた。私は祖国に対する務めを果たした。今度は政府の方がそれをする番だ」と書いている。
1822年にアメリカの実業家グループが発注していた《ナポレオン一世の戴冠式と皇妃ジョゼフィーヌの戴冠》のレプリカが完成。ダヴィッドはまずブリュッセルでの展示を希望したが、急進派とボナパルト派の結束を恐れた政府は許可を出さなかった。最初の展示はイギリス・ロンドンで行われたが、主要紙の批評は散々であった。
1824年2月、亡命して以来役職を得ていた造幣局から自宅へと帰る途中で馬車と接触して以来、体調は悪化してゆく。
1825年12月29日、亡命から9年後、時代に翻弄された77年の生涯を終える。好きな芝居を見に行って風邪を引いたことが引き金になったという。
その後、弟子たちによってデスマスクが取られた。家族はダヴィッドの遺骸がフランスに帰れることを望んだが、ルイ16世の処刑に賛成票を投じたことが災いし、彼の遺体はフランスへの帰国を許されなかった。防腐処置を施された遺体は1882年、ブリュッセルのエーヴェラ墓地に埋葬されることとなる。墓碑には『フランス近代画家の復興者ジャック＝ルイ・ダヴィッドへ』と刻まれている。
心臓のみがフランスに戻り、東部のペール・ラシェーズ墓地に埋葬された。

## ギャラリー

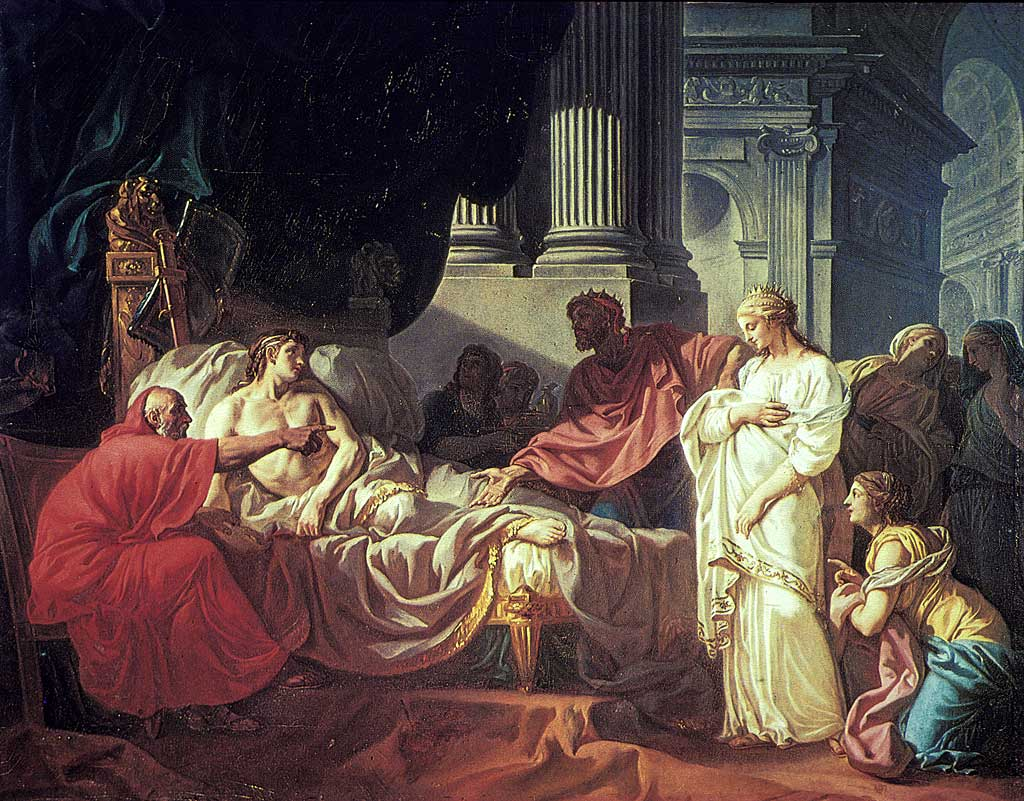
《アンティオコスとストラトニケ》 1774年 120x155cm パリ国立高等美術学校
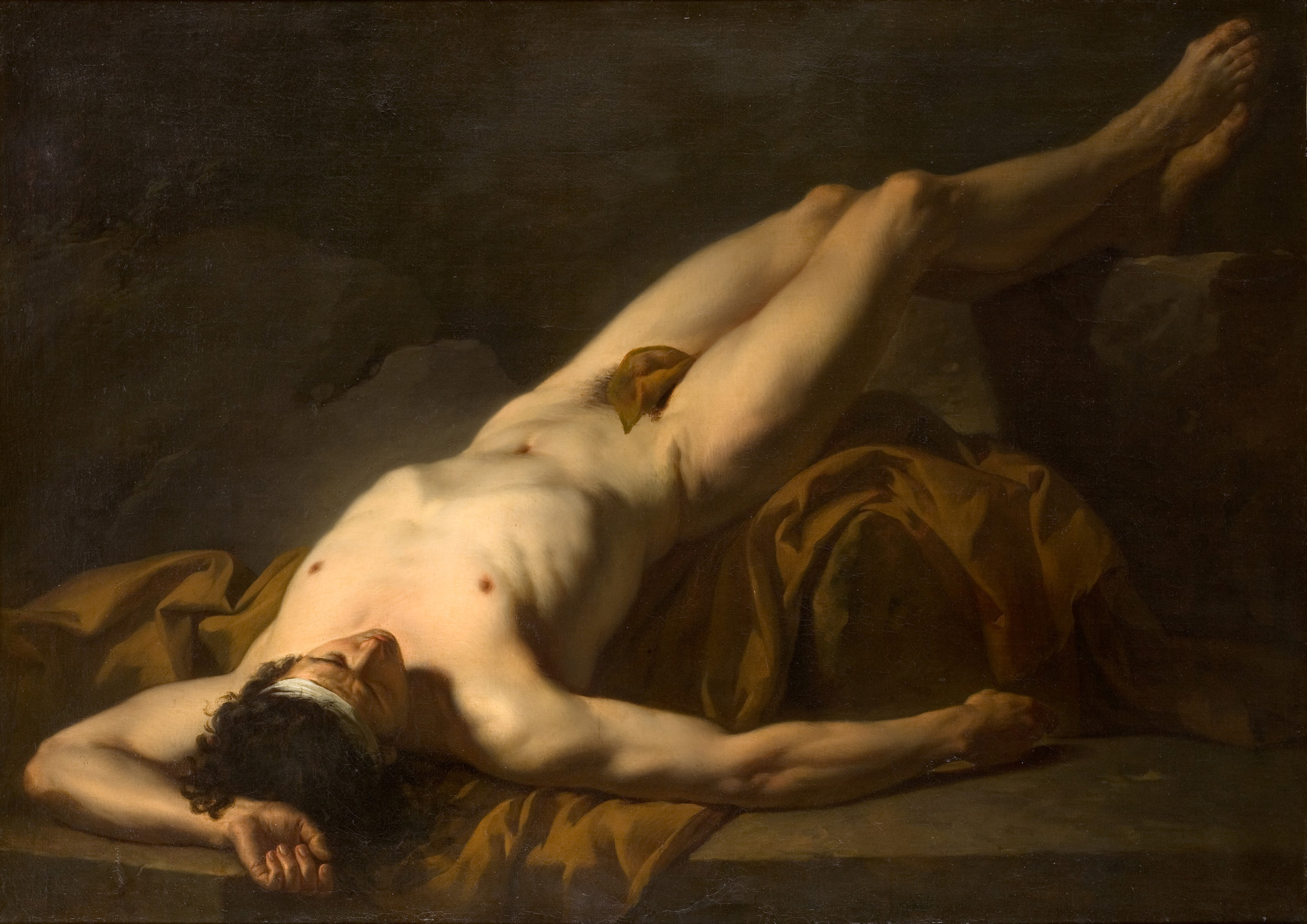
《ヘクトールの遺体》 1778年 124x172.5cm ファーブル美術館
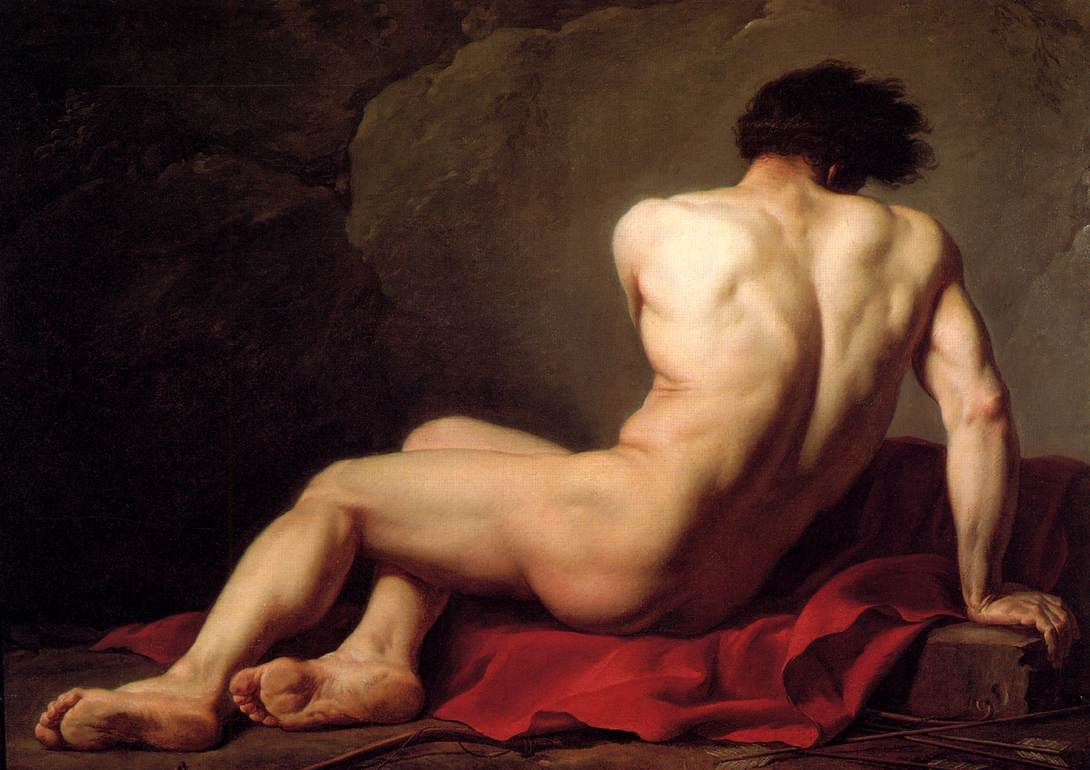
《パトロクロス》 1780年 122x170cm トマ＝アンリ美術館
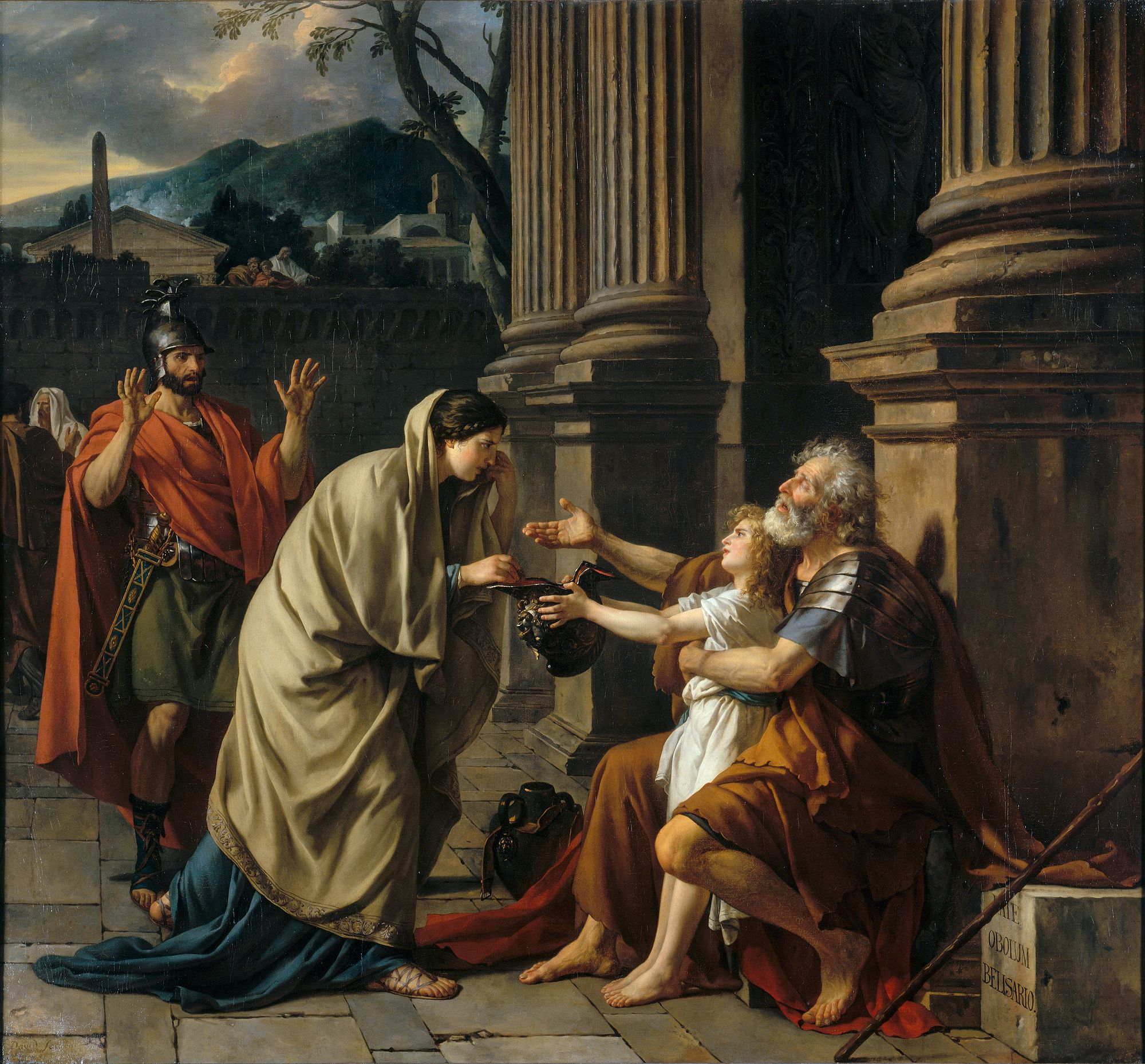
《施しを乞うベリサリウス》 1781年 312x288cm リール宮殿美術館
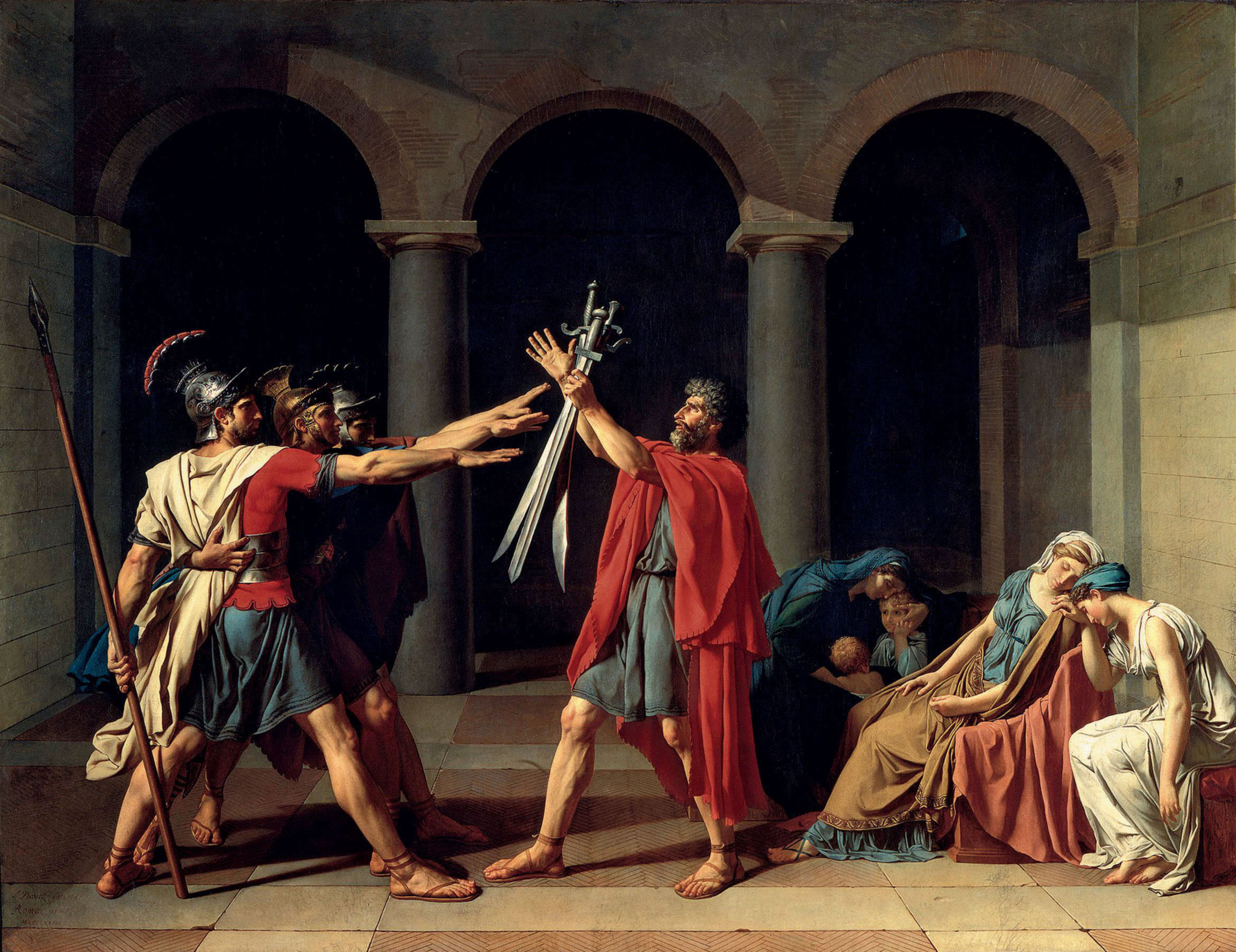
《ホラティウス兄弟の誓い》 1784年 275x203cm ルーヴル美術館
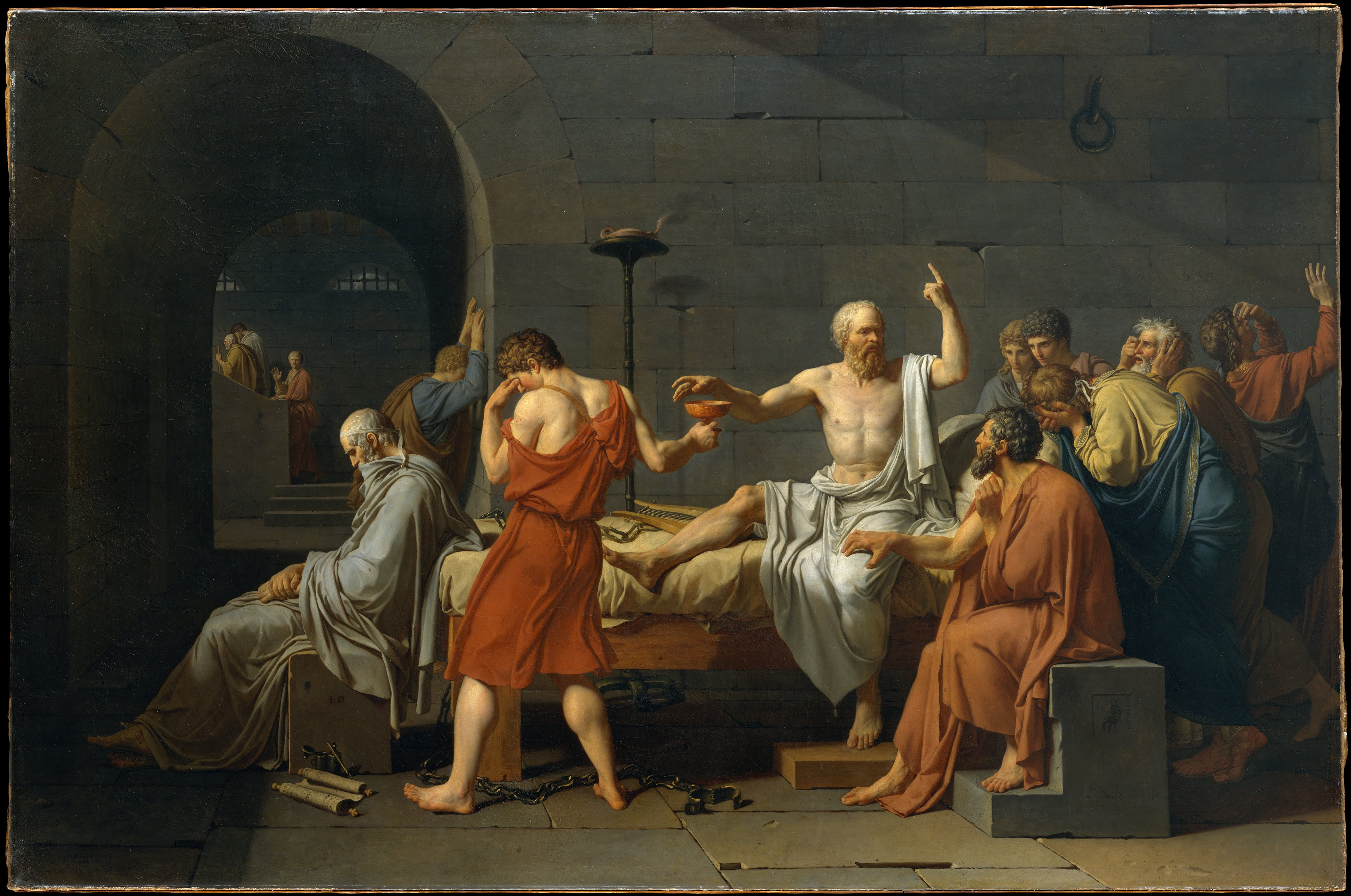
《ソクラテスの死》 1787年 129.5x196.2cm メトロポリタン美術館
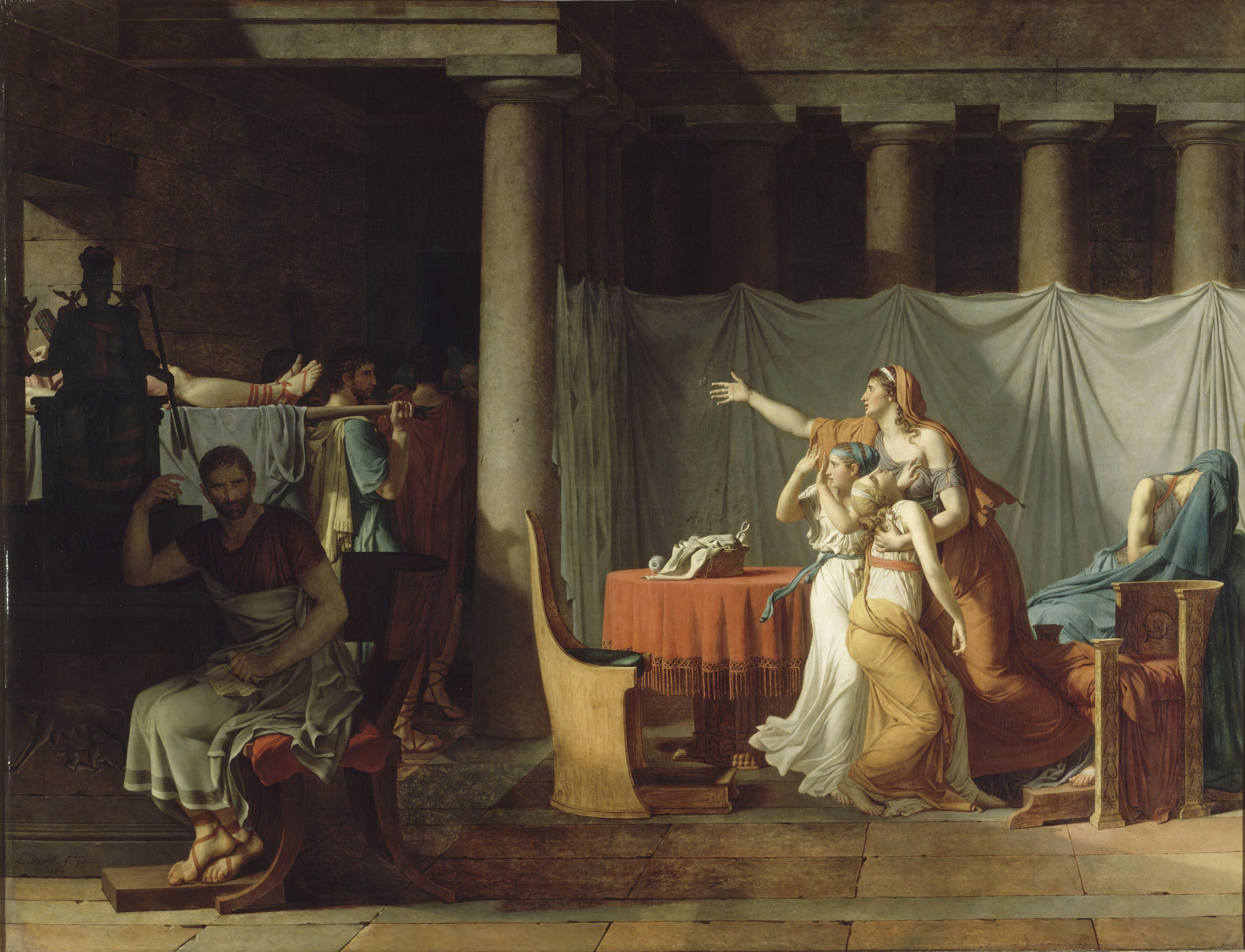
《ブルートゥス邸に息子たちの遺骸を運ぶ警士たち》 1789年 323x422cm ルーヴル美術館
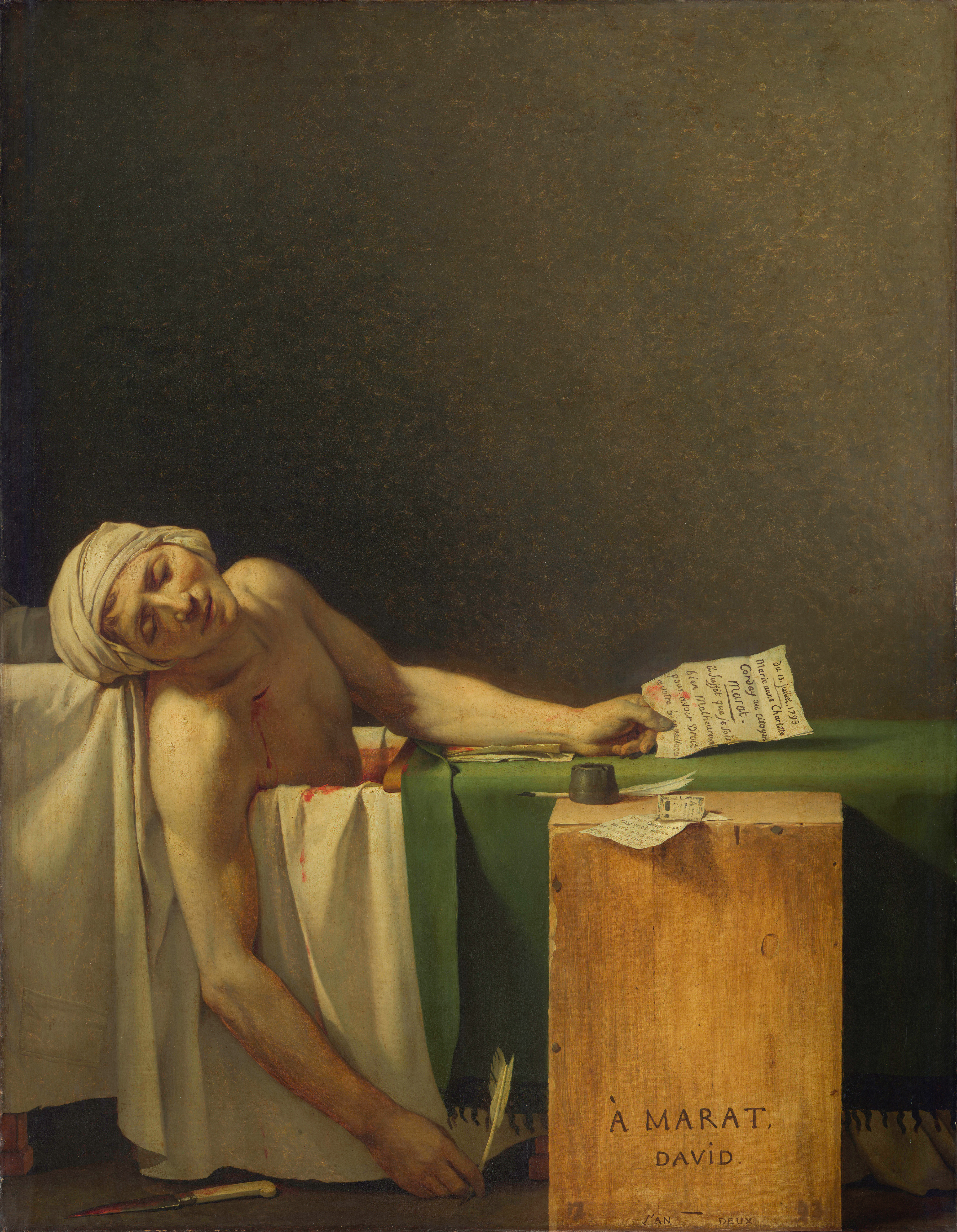
《マラーの死》 1793年 165x128cm ベルギー王立美術館
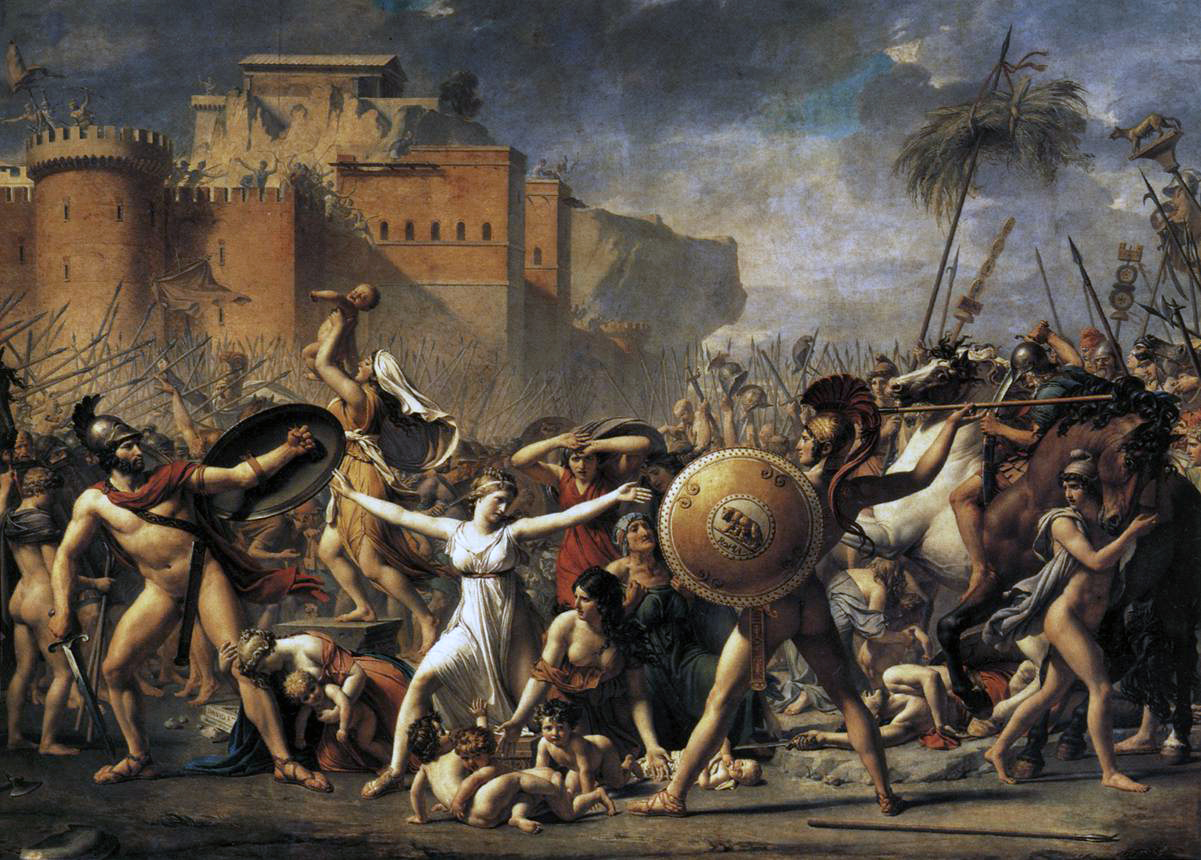
《サビニの女たち》 1799年 385x522cm ルーヴル美術館
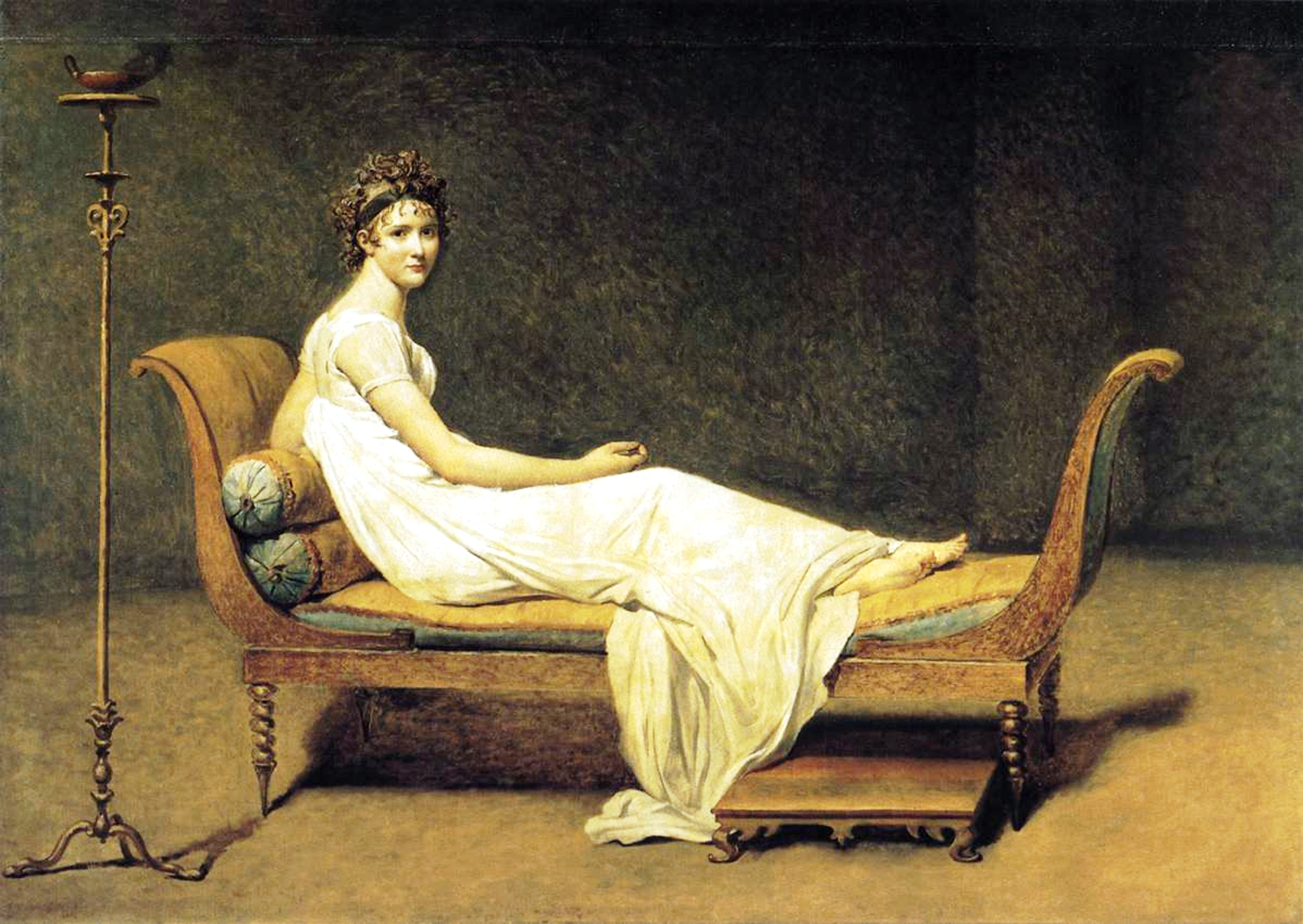
《レカミエ夫人の肖像》 1800年 173x243cm ルーヴル美術館
《ナポレオン一世の戴冠式と皇妃ジョゼフィーヌの戴冠》 1805-07年 629x929cm ルーヴル美術館
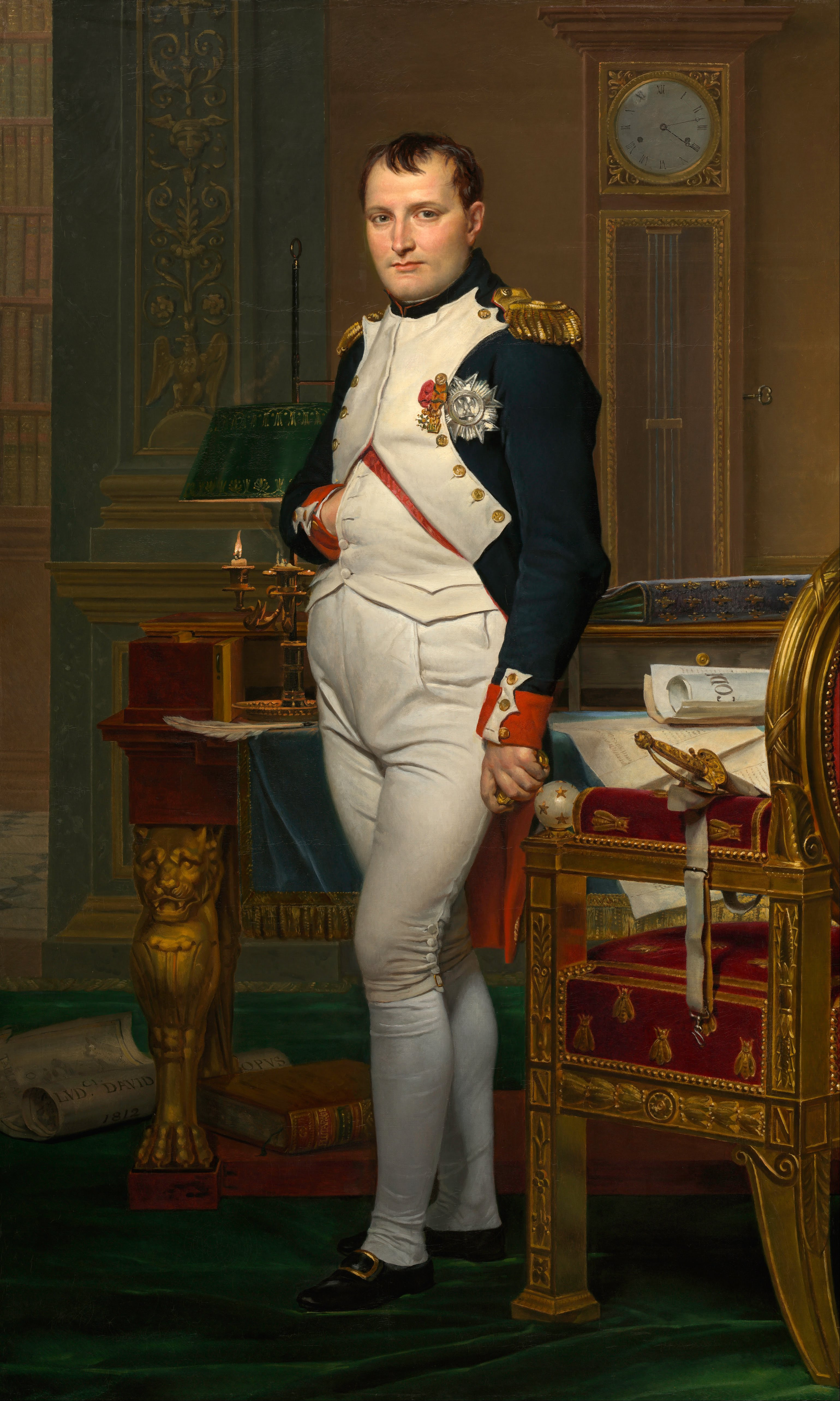
《書斎のナポレオン》 1812年 205x125cm ナショナル・ギャラリー・オブ・アート
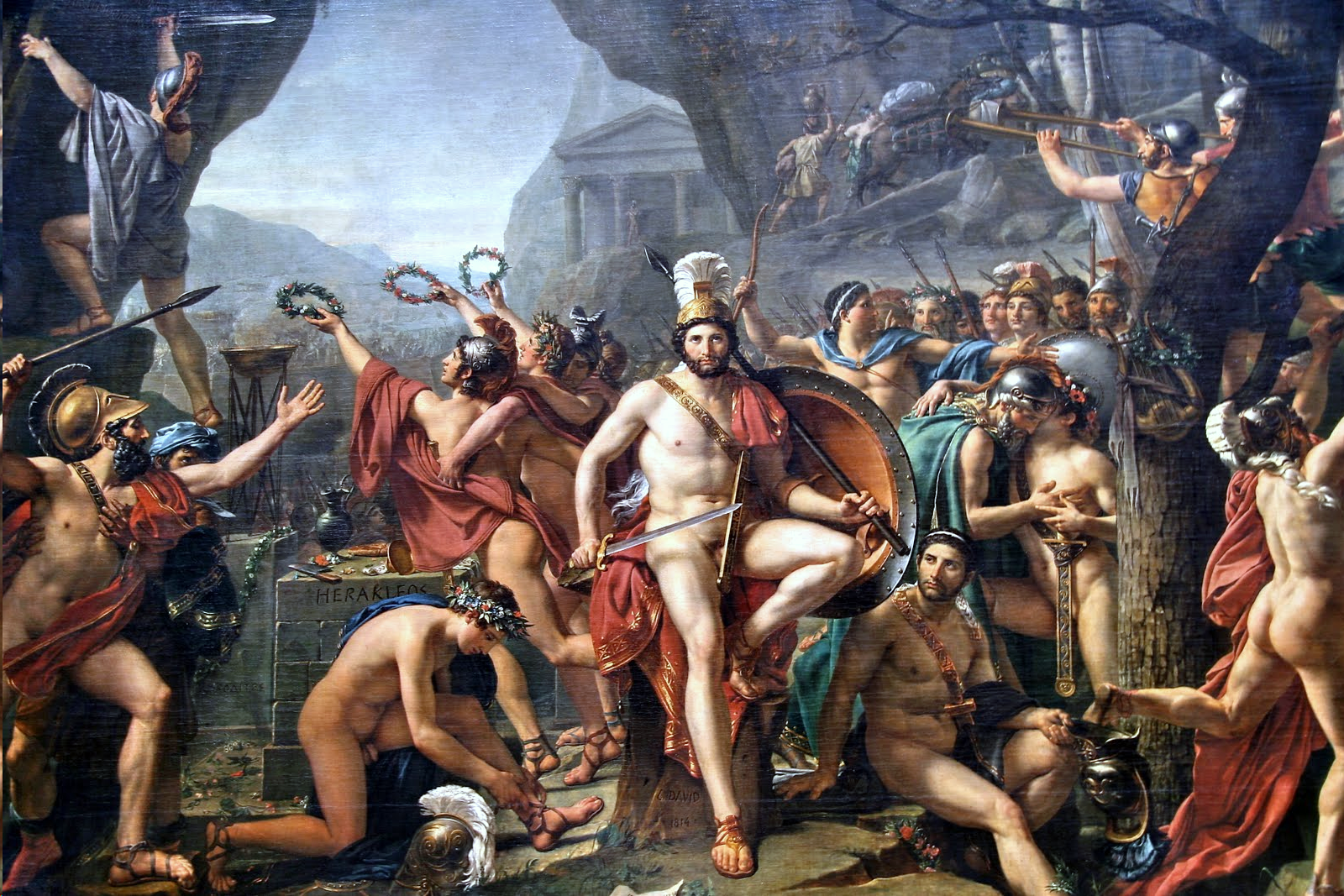
《テルモピュライのレオニダス》 1799-1803年, 1813-14年 395x531cm ルーヴル美術館
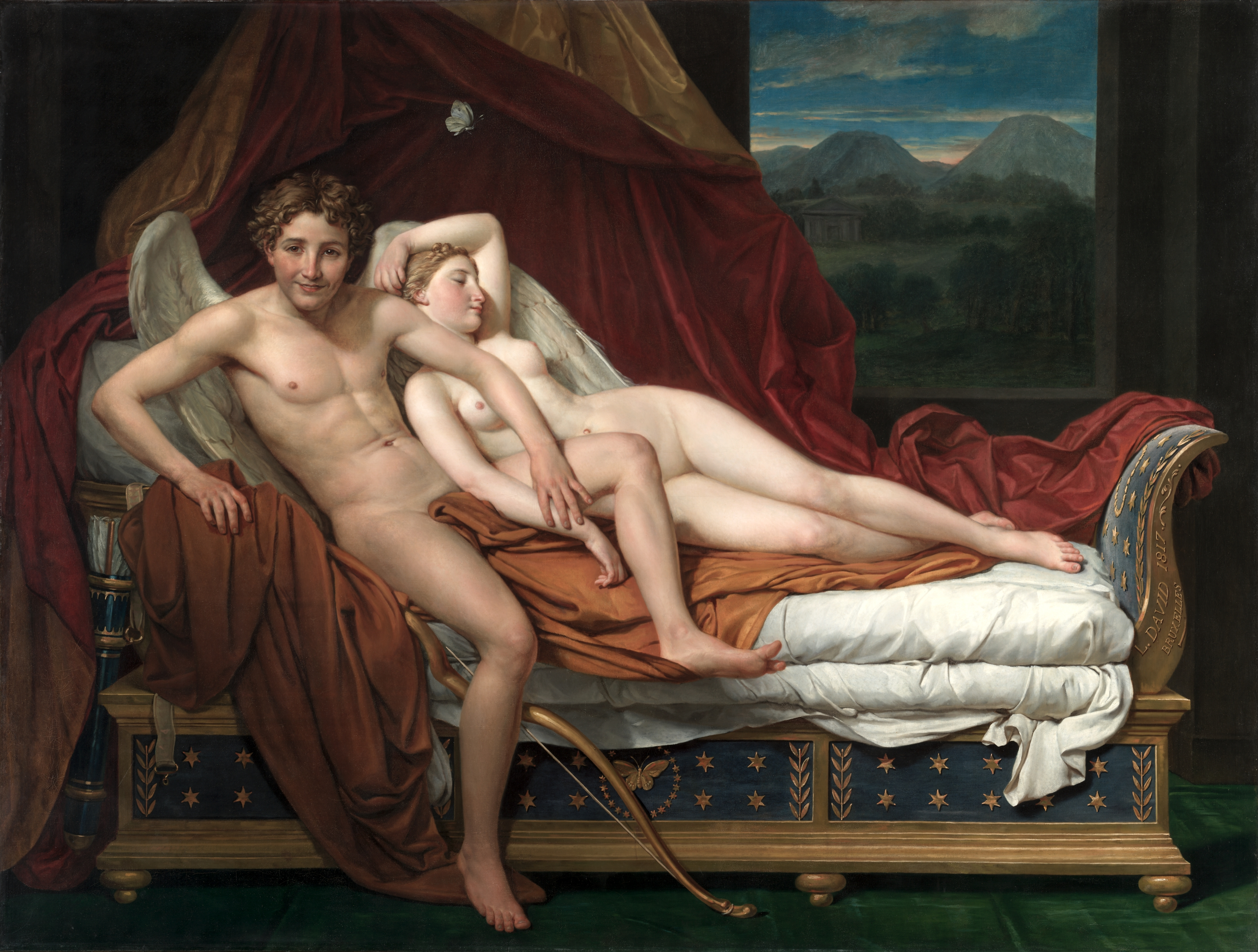
《キューピッドとプシュケ》 1817年 184.2x241.6cm クリーブランド美術館
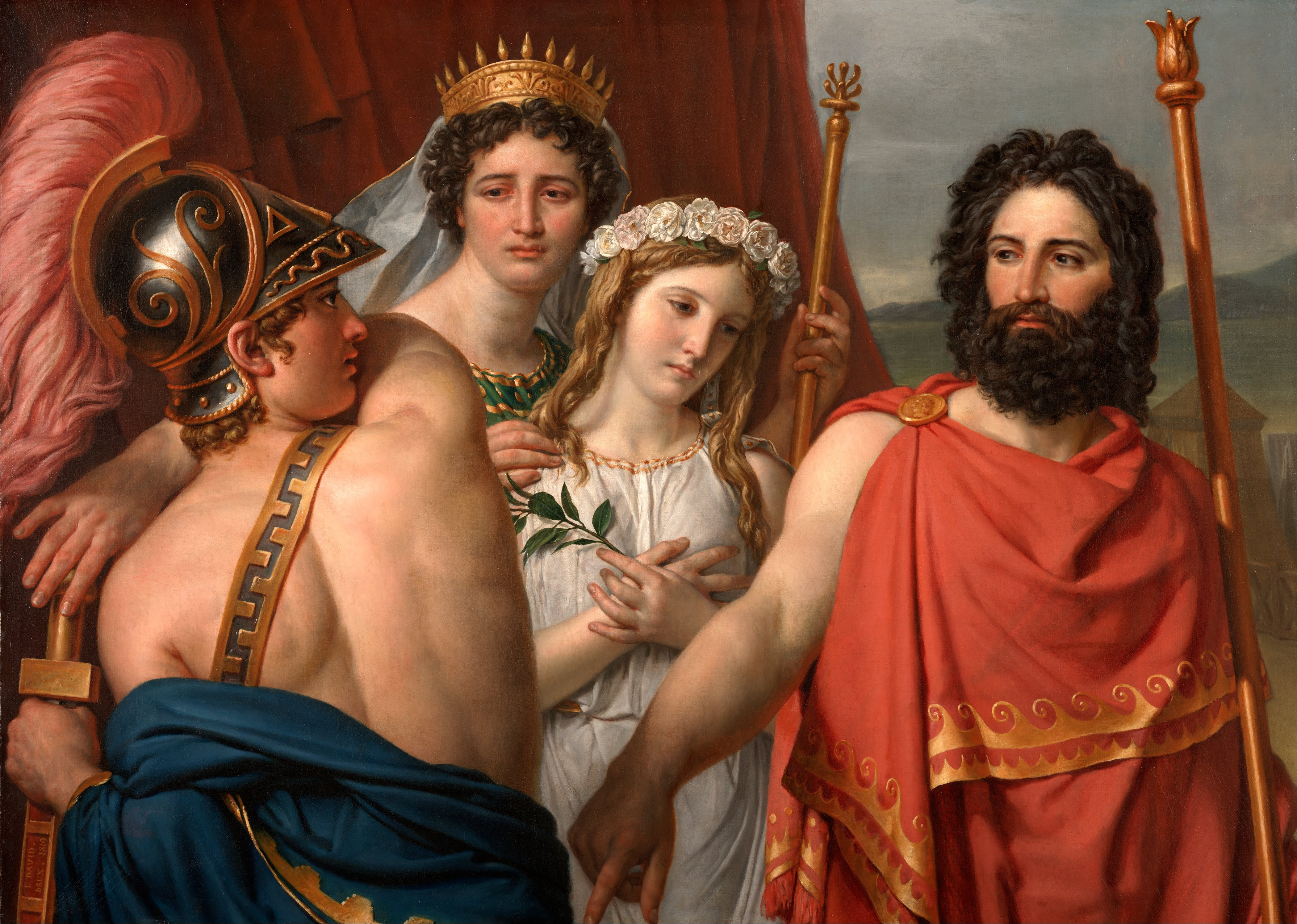
《アキレウスの怒り》 1819年 10.53x14.5cm キンベル美術館
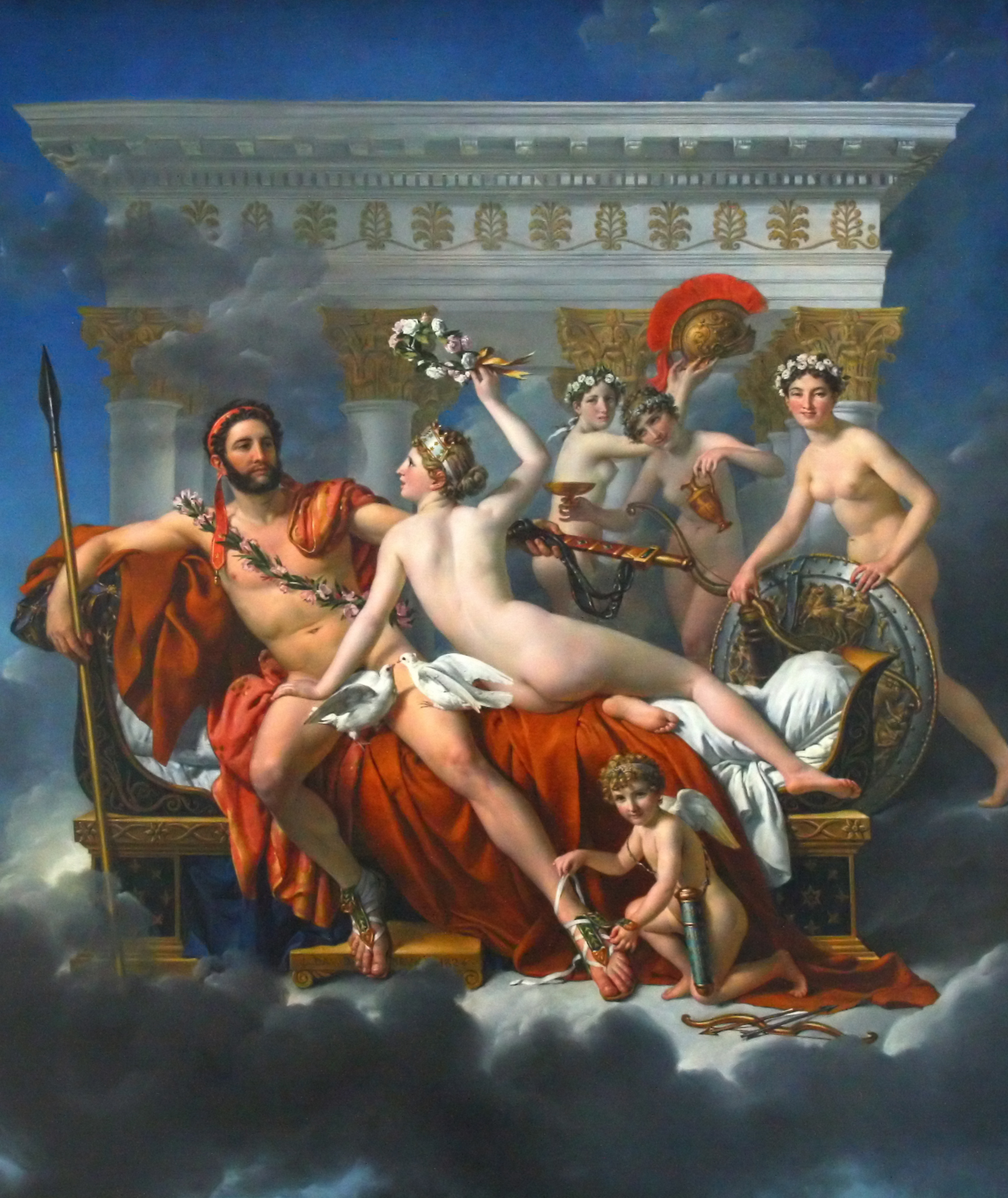
《ヴィーナスと三美神に武器を取り上げられるマルス》 1822-24年 308x262cm ベルギー王立美術館